# Perséphone
Perséphone (títol original en francès, en català Persèfone) és una melodrama en tres actes composta el 1933 per Ígor Stravinski sobre un llibret en francès d'André Gide. Es va estrenar el 30 d'abril de 1934 a l'Òpera Garnier de Chaussée-d'Antin, dirigida per Ígor Stravinski.